# Tolomeo Filadelfo (figlio di Cleopatra)
Tolomeo Antonio Filadelfo (in greco antico: Πτολεμαῖος Φιλάδελφος?, Ptolemàios Philàdelphos; agosto 36 a.C. – 29 a.C. circa) è stato un principe egizio appartenente al periodo tolemaico.
Era il terzo e ultimogenito del triumviro Marco Antonio e della regina d'Egitto Cleopatra VII, dopo i gemelli Alessandro Elio e Cleopatra Selene, e il fratellastro materno minore di Cesarione, nato da Giulio Cesare.

## Biografia
Nel 34 a.C. fu nominato dai genitori re di Siria, Fenicia e Cilicia; dopo l'occupazione di Alessandria d'Egitto da parte delle truppe di Ottaviano venne condotto a Roma e fatto allevare insieme ai fratelli da Ottavia minore.
Il destino di Tolomeo Filadelfo è sconosciuto. Le fonti antiche non accennano ad alcun servizio militare o carriera politica, né tantomeno se sia stato coinvolto in qualche scandalo e se sia sopravvissuto fino all'età adulta. Tolomeo Filadelfo probabilmente morì di malattia, si suppone indigestione, nell'inverno del 29 a.C.

## Ascendenza
|                       |            |                     | Genitori                     |  |  | Nonni |  |  | Bisnonni              |  |  | Trisnonni |  |
|                       |            |                     |                              |  |  |       |  |  | Marco Antonio Oratore |  |  | …         |  |
|                       |            |                     |                              |  |  |       |  |  | Marco Antonio Oratore |  |  | …         |  |
|                       |            | …                   |                              |  |  |       |  |  | Marco Antonio Oratore |  |  |           |  |
| Marco Antonio Cretico |            |                     |                              |  |  |       |  |  | Marco Antonio Oratore |  |  |           |  |
|                       |            | …                   | …                            |  |  |       |  |  |                       |  |  |           |  |
|                       |            | …                   | …                            |  |  |       |  |  |                       |  |  |           |  |
|                       |            | …                   | …                            |  |  |       |  |  |                       |  |  |           |  |
| Marco Antonio         |            | …                   |                              |  |  |       |  |  |                       |  |  |           |  |
|                       |            | Lucio Giulio Cesare | Lucio Giulio Cesare Strabone |  |  |       |  |  |                       |  |  |           |  |
|                       |            | Lucio Giulio Cesare | Lucio Giulio Cesare Strabone |  |  |       |  |  |                       |  |  |           |  |
|                       |            | Lucio Giulio Cesare | Popillia                     |  |  |       |  |  |                       |  |  |           |  |
| Giulia                |            | Lucio Giulio Cesare |                              |  |  |       |  |  |                       |  |  |           |  |
|                       |            | Fulvia              | …                            |  |  |       |  |  |                       |  |  |           |  |
|                       |            | Fulvia              | …                            |  |  |       |  |  |                       |  |  |           |  |
|                       |            | Fulvia              | …                            |  |  |       |  |  |                       |  |  |           |  |
| Tolomeo Filadelfo     |            | Fulvia              |                              |  |  |       |  |  |                       |  |  |           |  |
|                       | Tolomeo IX | Tolomeo VIII        |                              |  |  |       |  |  |                       |  |  |           |  |
|                       | Tolomeo IX | Tolomeo VIII        |                              |  |  |       |  |  |                       |  |  |           |  |
|                       | Tolomeo IX | Cleopatra III       |                              |  |  |       |  |  |                       |  |  |           |  |
| Tolomeo XII           | Tolomeo IX |                     |                              |  |  |       |  |  |                       |  |  |           |  |
|                       |            | Cleopatra Selene    | Tolomeo VIII                 |  |  |       |  |  |                       |  |  |           |  |
|                       |            | Cleopatra Selene    | Tolomeo VIII                 |  |  |       |  |  |                       |  |  |           |  |
|                       |            | Cleopatra Selene    | Cleopatra III                |  |  |       |  |  |                       |  |  |           |  |
| Cleopatra             |            | Cleopatra Selene    |                              |  |  |       |  |  |                       |  |  |           |  |
|                       |            | …                   | …                            |  |  |       |  |  |                       |  |  |           |  |
|                       |            | …                   | …                            |  |  |       |  |  |                       |  |  |           |  |
|                       |            | …                   | …                            |  |  |       |  |  |                       |  |  |           |  |
| …                     |            | …                   |                              |  |  |       |  |  |                       |  |  |           |  |
|                       |            | …                   | …                            |  |  |       |  |  |                       |  |  |           |  |
|                       |            | …                   | …                            |  |  |       |  |  |                       |  |  |           |  |
|                       |            | …                   | …                            |  |  |       |  |  |                       |  |  |           |  |
|                       |            | …                   |                              |  |  |       |  |  |                       |  |  |           |  |